# 띠띠뽀 띠띠뽀
《띠띠뽀 띠띠뽀》는 아이코닉스와 EBS, 경기콘텐츠진흥원, 뽀로로파크, 한국철도공사가 공동으로 제작한 애니메이션이다. 꼬마버스 타요와 세계관을 공유한다.

## 등장인물

### 기종
- 한국철도공사 7000호대 디젤 기관차
- 탈리스 PBKA
- EMD F45 형 디젤 기관차
- 일본 국철 EF80 형 전기 기관차
- SRT 130000호대
- 한국철도공사 2100호대 입환기
- 도시통근형 디젤 액압 동차
- 중국어 국철东方红3형 디젤 기관차
- 중국어 국철 ND5 형 디젤 기관차
- 중국어 국철 韶山1형 전기 기관차
- 유니온 퍼시픽 EC5 트랙 검사 차량.
- EMD FT 형 디젤 기관차
- 크레인
- 선로 복구용 차량
- 지게차
- 화차
- 차량기지 관제탑

## 목소리 출연
- 전해리 (띠띠뽀)
- 홍범기 (디젤)
- 엄상현 (허브소장, 로기)
- 김은아 (지니, 앨리스, 봉봉)
- 남도형 (에릭, 붐붐)
- 장은숙 (씽씽)
- 이현 (픽스, 토니, 내레이션)
- 김명준 (리프트, 태오, 워키)
- 방성준 (크레이니)
- 전태열 (세터, 메가트레인)
- 하성용 (매니)
- 신용우 (버니, 스팀)
- 이지현 (로코, 페퍼, 콩이 주인)
- 심규혁 (대니)
- 정미라 (토토)
- 문남숙 (타요)
- 이소영 (제니)

## 제작진
- 기획: EBS
- 제작: 아이코닉스, EBS, 뽀로로파크, 한국철도공사

## 같이 보기
- 꼬마버스 타요